# George Villiers (1628-1687)
George Villiers (Londen, 30 januari 1628 - Kirkbymoorside, 16 april 1687) was een Engels staatsman en was Hertog van Buckingham.

## Biografie

### Vroege leven
George Villiers werd in 1628 geboren als de tweede zoon van George Villiers en Katherine Manners. Zeven maanden na zijn geboorte werd zijn vader in Portsmouth vermoord door John Felton. Hij werd vervolgens samen met zijn jongere broertje Francis aan het koninklijke hof van Karel I opgevoed. George Villiers ging vervolgens zijn opleiding volgen aan het Trinity College van de Universiteit van Cambridge. Zo volgde hij daar voor enige tijd zijn lessen bij Thomas Hobbes.
Toen de Engelse Burgeroorlog uitbrak vocht George Villiers samen met zijn broer Francis aan de zijde van de koning. Bij de Tweede Burgeroorlog kwam hij onder het commando te staan van Henry Rich, de graaf van Holland. Bij een gevecht bij Kingston upon Thames sneuvelde zijn broer en na een andere mislukt gevecht vluchtte hij naar de Republiek. Tijdens zijn ballingschap werd zijn hertogdom ingenomen door Thomas Fairfax. Desondanks benoemde Karel II George Villiers tot ridder in de Orde van de Kousenband. Hij vocht vervolgens aan de zijde van zijn koning bij de Slag bij Worcester, maar na de nederlaag vluchtte hij naar Rotterdam.

### Politieke carrière
In 1657 keerde hij terug om te huwen met Mary Fairfax, ondanks dat zij beloofd was aan Philip Stanhope. Hij werd vervolgens op 9 oktober gearresteerd en onder huisarrest geplaatst in York House. Hij wist te ontsnappen, maar werd weer opgepakt en ditmaal zette men hem gevangen in de Tower of London. Eind februari 1659 werd hij weer vrijgelaten. Na de restauratie van Karel II wist hij al snel weer in de gunst te komen bij de koning. George Villiers ging zelfs deel uitmaken van de Privy Council.
Door de invloed van Edward Hyde werd hij uitgesloten van belangrijke functies aan het hof en hierop begon George Villiers zich in te zetten om de Lord Chancellor ten val te brengen. Vanwege deze houding werd hij uiteindelijk uit al zijn functies gezet en gevangengenomen op 25 oktober 1667. Op 17 juli werd hij echter alweer vrijgelaten en kreeg hij zijn functies weer terug. Buckingham was vervolgens in 1670 betrokken bij het opstellen van het Verdrag van Dover. Twee jaar later escorteerde hij Henry Bennett eerst naar de Prins van Oranje om de vrede af te dwingen. Toen dat niet lukte reisden ze door naar Kasteel Heeswijk om daar het Akkoord van Heeswijk te sluiten.
In januari 1674 spraken de Houses of Parlement zich tegen Buckingham uit vanwege zijn vermeende relatie met de gravin van Shrewsbury. In de House of Commons had hij zich niet populair gemaakt door zijn Franse sympathieën. Doordat George Villiers in diskrediet was gebracht besloot ook de koning hem te laten vallen en hierop besloot hij zich uit het politieke leven terug te trekken. Drie jaar later werd hij weer opgepakt en tijdelijk gevangengezet in de Tower, vanwege dat hij betrokken was bij een politiek complot.

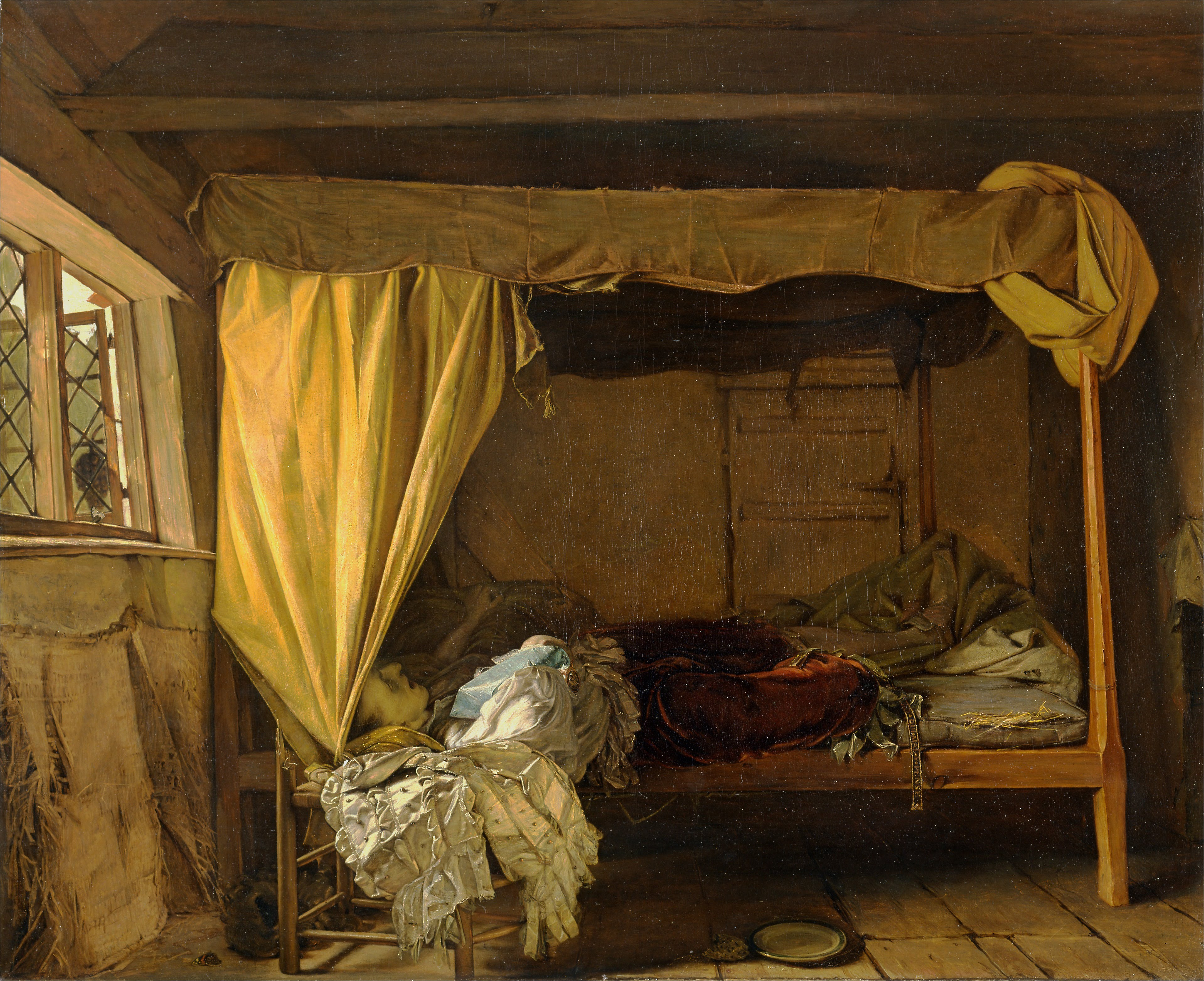
De dood van Buckingham, geschilderd door Augustus Egg.

### Latere leven
Vervolgens was Buckingham betrokken bij de vervolgingen rondom de "Popish Plot". In 1680 wist hij ook weer in de gunst te raken bij koning Karel II. Na de troonsbestijging van Jacobus II van Engeland trok hij zich terug op zijn landgoed te Helmsley in Yorkshire vanwege zijn verslechterde gezondheid en rijkdom. Hij stierf op 16 april 1687 nadat hij verkoudheid opliep tijdens een jachtpartij in een huis van een pachter in Kirkbymoorside. Hij werd vervolgens op 7 juni in de Westminster Abbey begraven. Buckingham liet geen legitieme kinderen na en met zijn dood stierf de titel van de Hertog van Buckingham uit.

## In de cultuur
Villiers was waarschijnlijk de auteur van het toneelstuk The Rehearsal uit 1672. Deze komedie stak de draak met de stijve heroïsche treurspelen van John Dryden; aangenomen wordt dat hij het stuk in samenwerking met anderen schreef, onder wie Samuel Butler. Dryden reageerde in 1681 met een scherpe aanval op Buckingham in zijn dichtwerk Absalom and Achitophel.
Net zoals zijn vader komt George Villiers ook voor in de boeken van Alexandre Dumas père. Hij verschijnt in het boek De burggraaf van Bragelonne. In de Britse televisieserie Charles II: The Power and The Passion uit 2003 werd hij geportretteerd door acteur Rupert Graves en in de film Stage Beauty door Ben Chaplin.